# 2-й пехотный полк марин
2-й пехотный полк марин (фр. 2e régiment d'infanterie de marine (2e RIMa)) — мотопехотное формирование сухопутных войск Франции. Располагается в районе казарм Мартена де Пальера, Шампань (близ Ле-Мана). Относится к войскам марин.

## Создание и разные наименования
- 1622 год: создание кардиналом де Ришельё обычных морских рот (Compagnies ordinaires de la Mer).
- 1822 год: приказ короля, предписывающий формирование двух пехотных полков военно-морского флота (Régiments d’Infanterie de la Marine).
- Приказ короля Луи-Филиппа I от 14 мая 1831 года о создании двух пехотных полков, предназначенных для обычной службы в гарнизонах французских колоний (прямое и непрерывное происхождение 2-го RIMa с этой даты и по сей день).
- 1870 год: 2-й маршевый полк морской пехоты (2e Régiment de Marche d’Infanterie de Marine)
- 1 марта 1890 года: разделение: формирование 6-го полка морской пехоты (6e Régiment d’Infanterie de Marine).
- 1901—1942: принимает название 2-го колониального пехотного полка (2e Régiment d’Infanterie Coloniale), перегруппировывается в Бресте.
- 1945—1947 — 2-й колониальный пехотный полк, бывшая 2-я свободная французская бригада (2e brigade française libre) Свободных французских сил.
- 1947 — 2-й колониальный пехотный батальон
- 1947—1954 — маршевый батальон 2-го колониального пехотного полка в Индокитае, затем в Алжире.
- 1951—1955 — 2-й колониальный пехотный батальон
- 1955—1958 — 2-й колониальный пехотный полк
- 1958 год — 2-й колониальный пехотный полк становится 2-м пехотным полком марин.
- С 1963 года: гарнизон находится в Ле-Мане (казармы Шанзи); учебная рота — в лагере Увур — Ле-Ман.
- С 2000 года: пункт постоянной дислокации в казармах Мартен-де-Пальер (Caserne Martin des Pallières).

## История
2-й пехотный полк марин имеет долгую и богатую историю, которая восходит к ротам морской пехоты, созданным Ришельё в 1622 году. В 1622 году кардинал де Ришельё создал под названием Compagnies ordinaires de la mer сто рот, которые должны были составлять гарнизоны кораблей (судов военно-морского флота). Четыре года спустя они стали называться «Полк военно-морского флота» (Régiment de la Marine).
Филиация
С 1722 по 1821 год существование «войск ВМФ» (Troupes de la Marine) постоянно ставилось под сомнение, и они часто меняли своё название:
- 1769: Королевский корпус артиллерии и пехоты ВМФ (Corps royal d’Artillerie et d’Infanterie de la Marine) (состоящий из 3 бригад).
- 1772: Королевский морской корпус (Corps-royal de Marine) (состоящий из 8 полков).
- 1774: Королевский пехотный корпус ВМФ (Corps royal d’Infanterie de la Marine) (состоит из 3 дивизий и 100 стрелковых рот).
- 1782: Королевский корпус ВМФ (Corps royal de la Marine) (состоит из 100 гренадерских и фузилерных рот).
- 1786: Королевский корпус канониров-моряков (Corps-royal des Canonniers-matelots) (состоит из 9 дивизий, в которые входят 3 роты бомбардиров, воссозданные в 1774 году).
- 1792: Корпус канониров-моряков (Le Corps des Canonniers-matelots) расформирован для создания 4 пехотных полков и 2 артиллерийских полков, которые все расформированы и преобразованы в батальоны национальных добровольцев в 1794 году.
- 1795: Корпус артиллерии ВМФ (Corps d’Artillerie de la Marine) (организован в 7 полубригад).

### Революционные и наполеоновские войны
- 1813: Германская кампания
  - 16—19 октября: битва при Лейпциге
- 1814: Французская кампания[фр.]
  - 14 февраля 1814 года: Сражение при Вошане

### 1815—1848
1823: экспедиция в Испанию; кампания на Мадагаскаре и в Южной Америке (1829).
Завоевание Маркизских островов и островов Общества (1842—1847).

### Вторая империя
1854: Бомарсундская франко-британская кампания в Балтийском море.
- 31 августа 1854 года : 2-й полк, расквартированный в Рошфоре, переходит в Брест.
- Крымская война.
- Кампания в Китае и Индокитае.
- Мексиканская экспедиция: осада Пуэблы.
- Умиротворение на Дальнем Востоке.
- 1869 год: разделён между Брестом, Кохинхиной и Гваделупой.
- 17 августа 1870 года 2-й маршевый полк морской пехоты вошёл в состав армии Шалона[фр.].

Вместе с 3-м маршевым полком морской пехоты (3e régiment de marche d’infanterie de marine), под командованием полковника Лекамуса, 2-й полк морской пехоты под командованием полковника Аллейрона сформировал 2-ю бригаду под командованием генерала Шарля Мартена де Пальера. Эта 2-я бригада с 1-й бригадой генерала Ребуля, тремя батареями из 4-х, двумя батареями из 4-х и одной из митральез полка морской артиллерии, ротой сапёров составили 3-ю пехотную дивизию под командованием генерал-майора де Вассонье. Эта пехотная дивизия входила в состав 12-го армейского корпуса, главнокомандующим которого был генерал-майор Бартелеми Луи Жозеф Лебрен (Barthélémy Louis Joseph Lebrun).
- 23—26 августа 1870 года — марш на восток.
- 31 августа 1870 года — сражение при Базее.
  - Впервые 2-й полк морской пехоты сражается на земле отечества. 31 августа и 1 сентября 1870 года, в составе «Голубой дивизии», 2-й полк морской пехоты пожертвовал собой под Базеем в героическом сражении с пруссаками, вплоть до последнего патрона.

### 1870—1914
Во время Парижской коммуны 1871 года полк участвовал вместе с версальской армией в кровавой неделе.
- Операции Суданской кампании (1882).
- Тонкинская экспедиция (1882—1883).
- Экспедиция на Формозу и оккупация Пескадорских островов (1884).
- Осада Туенкуанга: 600 человек полка деблокируют гарнизон в Туенкуанге, осаждённый в течение 6 месяцев 15 тысячами китайцев.
- Франко-малагасийские войны (1885).
- Кохинхина (1886—1888).
- Первая дагомейская кампания (1889).
- Ихэтуаньское восстание (1900).
- Колониальные войска становятся профессиональной армией, по закону от 5 июля 1900 года.
- Марокканская кампания (1910).

### Первая мировая война
1914 год: по-прежнему расквартирован в Бресте, входит в состав 1-й колониальной бригады 3-й колониальной пехотной дивизии (3e division d’infanterie coloniale).
Воссозданный более десяти раз, имея за 52 месяца ежедневных боев около 20 000 человек убитыми, ранеными или пропавшими без вести, 2-й колониальный пехотный полк принял участие во всех великих сражениях конфликта. Полк получил 4 благодарности в приказе по армии, а также аксельбанты в цветах Воинской медали. Его эмблема, которая была потеряна в Виллер-сюр-Семуа во время сражения при Россиньоле 22 августа 1914 года, была найдена в 1918 году.
1914
Операции в составе 3-й и 4-й армий:
- Приграничное сражение,
- 22 августа: Бой у Россиньоля[англ.]
- 24 августа: Сен-Венсан (округ Виртон).
- 17—18 ноября: Аргоннская наступательная операция, Буа-де-ла-Грюери.

1915
Июль — август: Операции в Аргонне.
25 сентября — 6 октября: Вторая битва в Шампани, Мулен-де-Суэн.
1916
Июль: Битва на Сомме: Барле, Беллой-ан-Сантерр.
1917
Апрель — май: Вторая битва на Эне
25 октября — 6 ноября: Вторая битва при Вердене: Шомбретт в коммуне Орн департамента Мёз.
1918
12—23 июля: Майи-Ренваль.
8 августа: Эпарж.
7—10 ноября: От-де-Мёз.

### Межвоенный период
В 1930 году: 2-й колониальный пехотный полк размещен в гарнизоне Бреста.
В 1939 году: размещался в Триполи в Великой Сирии (ныне Ливан).

### Вторая мировая война
Участвовавший в битве при Амьене, полк был расформирован в ноябре 1940 года.
2-й колониальный пехотный полк (2 кпп) был воссоздан в 1940 году. Он входил в состав 16-й дивизии (Монпелье) Армии перемирия (армии режима Виши). Он исчез в ноябре 1942 года.
2-й колониальный пехотный полк был воссоздан 15 мая 1945 года из 2-й бригады 1-й свободной французской дивизии. Его первый батальон был сформирован из 4-го маршевого батальона, второй — из 5-го маршевого батальона, третий — из 22-го североафриканского маршевого батальона.
Официально бригада была создана в Сирии в апреле 1942 года. В её состав вошёл 3-й маршевый батальон (bataillon de marche n° 3), который отличился в составе восточной бригады Свободной Франции 23 февраля 1941 года в Куб-Кубе (Эритрея). 2-я свободная французская бригада, которая была отдельной до мая 1943 года, приняла участие в войне в пустыне, в частности, во второй битве при Эль-Аламейне. Затем она участвовала в Тунисской кампании, в частности, в битве под Такруной 11 мая 1943 года, затем в Итальянской кампании, взяв город Понтекорво в 1944 году. Затем бригада участвовала в освобождении Франции, сражаясь от Тулона до Кольмара. Войну она закончила в Альпах.
25 мая 1945 года 2-й колониальный пехотный полк получил своё знамя, на котором были изображены подвиги 2-й свободной французской бригады. Генерал де Голль сделал 2-й кпп соратником орденом Освобождения, чей аксельбант с 7 августа 1945 года получил оливу с цветом Военного креста Второй мировой войны.

### Послевоенное время
За Индокитайскую войну 1-й маршевый батальон был награждён Военным крестом заморских операций с пальмой. 14 июля 1952 года президент Республики Венсан Ориоль прикрепил к знамени орден Почётного легиона.

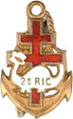
Эмблема 2-го кпп с белутом.

В Алжире 2-й кпп в составе трех батальонов в полном составе направляется в сектора Кхенчела, Эль-Кантара и Батна (1954—1959), сектора Орлеан-Вилль, долина Сумман (1959—1962). До прекращения огня 19 марта 1962 г.
В 1963 году он переместился в департамент Сарта: часть в Ле-Ман, часть на военную базу Овур.
С момента перехода на профессиональную основу в 1978 году 2-й полк участвовал в многочисленных операциях на всех континентах. Особенно отличился 2-й полк в Чаде, Мавритании, Ливане, бывшей Югославии, Албании, Центральной Африке, Береге Слоновой Кости, Гайане, Новой Каледонии, Сенегале, Косово, Боснии и Герцеговине, Камеруне, Македонии и Афганистане.
Во время войны в Персидском заливе полк был отмечен в приказе по бригаде 10 мая 1991 года, эта награда включает Крест заморских операций с Бронзовой звездой. Эти операции всегда проводились успешно и энергично, не избежав ранений и гибели некоторых морских свиней.
В Хорватии полк составляет костяк первого французского батальона Сил ООН по защите и дислоцируется в Сербской Республике Краина с апреля 1992.
2003 и 2004: Кот-д’Ивуар: полк развёрнут на юго-западе Республики Кот-д’Ивуар, где он обеспечивает возвращение беженцев и отражает нападения вооруженных банд, терроризирующих регион. Через два месяца стабильность восстановлена. Затем полк был направлен в центр страны. Его задача: обеспечить нейтралитет зоны доверия, которая отделяет повстанцев от лоялистских сил. Полк теряет трёх своих морских свиней в Буаке 6 ноября 2004 года (капрал Фалевалу, капрал Тиллой и капрал Марзе).
Декабрь 2004 года: Габон, полк, в рамках миссий «Гепард», отделяет 2-ю роту от 6-го пехотного батальона марин (6e bataillon d’infanterie de marine), после беспорядков, вызванных президентскими выборами.
Январь — май 2005 года: в Кот-д’Ивуаре полк выделяет 3-ю роту к 1-му бронекавалерийскому полку марин в Корого.
В Чаде в 2005 году, полк вместе с эскадроном 1-го бронекавалерийского полка марин составляет сухопутную группу французских подразделений, базирующихся в Чаде.
В 2006 году 2-й полк участвует в Ливане в эвакуации французских граждан и населения, находящегося в опасности.
С 25 ноября 2010 года 500 морских свиней 2-го полка, усиленные элементами других полков (пехота, артиллеристы, инженеры, бронекавалерия и воздушные средства), официально формируют боевую группу «Ришельё». Эта группа присоединилась к «Суроби» (Surobi) в Афганистане несколькими днями позже для выполнения 6-месячной миссии (2-й полк, усиленный артиллеристами из 11-го арт. полка марин, а также 110 сапёрами из 6-го инженерного полка, кавалеристами из Бронекавалерийского полка марин (RICM), небольшими подразделениями из 92-го пехотного полка, оснащёнными VBCI, отрядом из 132-го батальона кинологов, а затем из 3-го пехотного полка марин). В середине июня 2011 года «морские свиньи» будут переданы боевой группе 152-го пехотного полка. 7 июля 2011 года перед собором Ле-Мана батальон «Ришельё» будет расформирован.
В рамках реорганизации армии с 1 июля 2016 года полк входит в состав 9-й бронекавалерийской бригады марин.

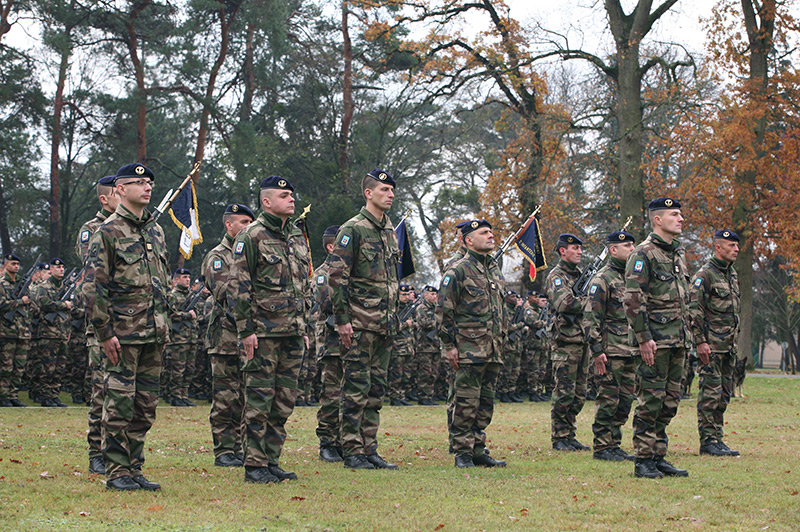
Церемония создания боевой группы «Ришельё» 2-го полка перед отправкой в Афганистан.
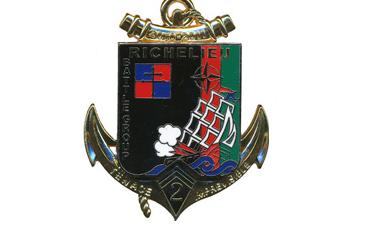
Полковой жетон 2-го полка марин, тактическая группа RICHELIEU 2010-2011 гг.
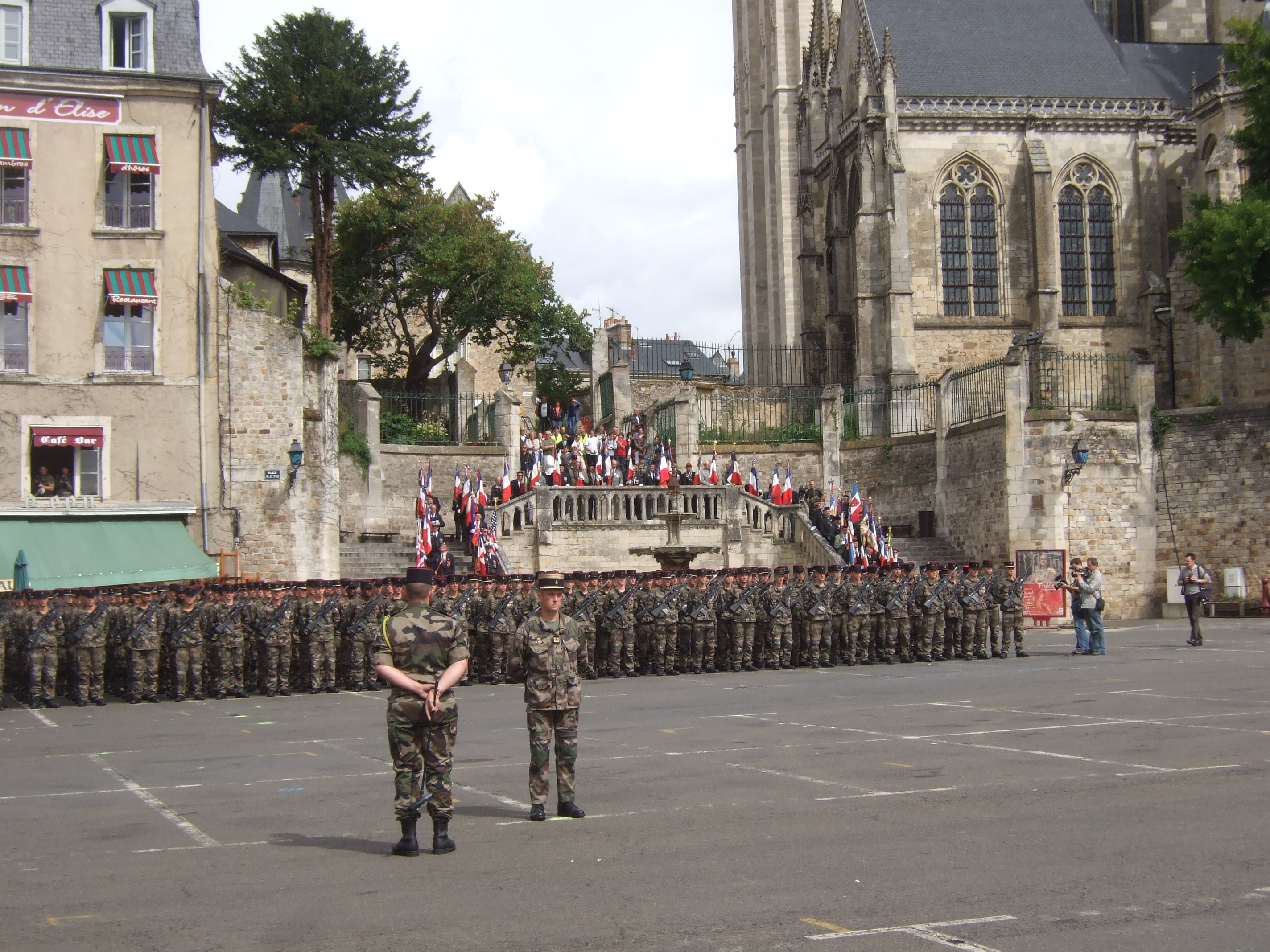
Церемония расформирования в Ле-Мане 7 июля 2011 года батальона/боевой группы «Ришельё» 2-го полка марин после возвращения из Афганистана.
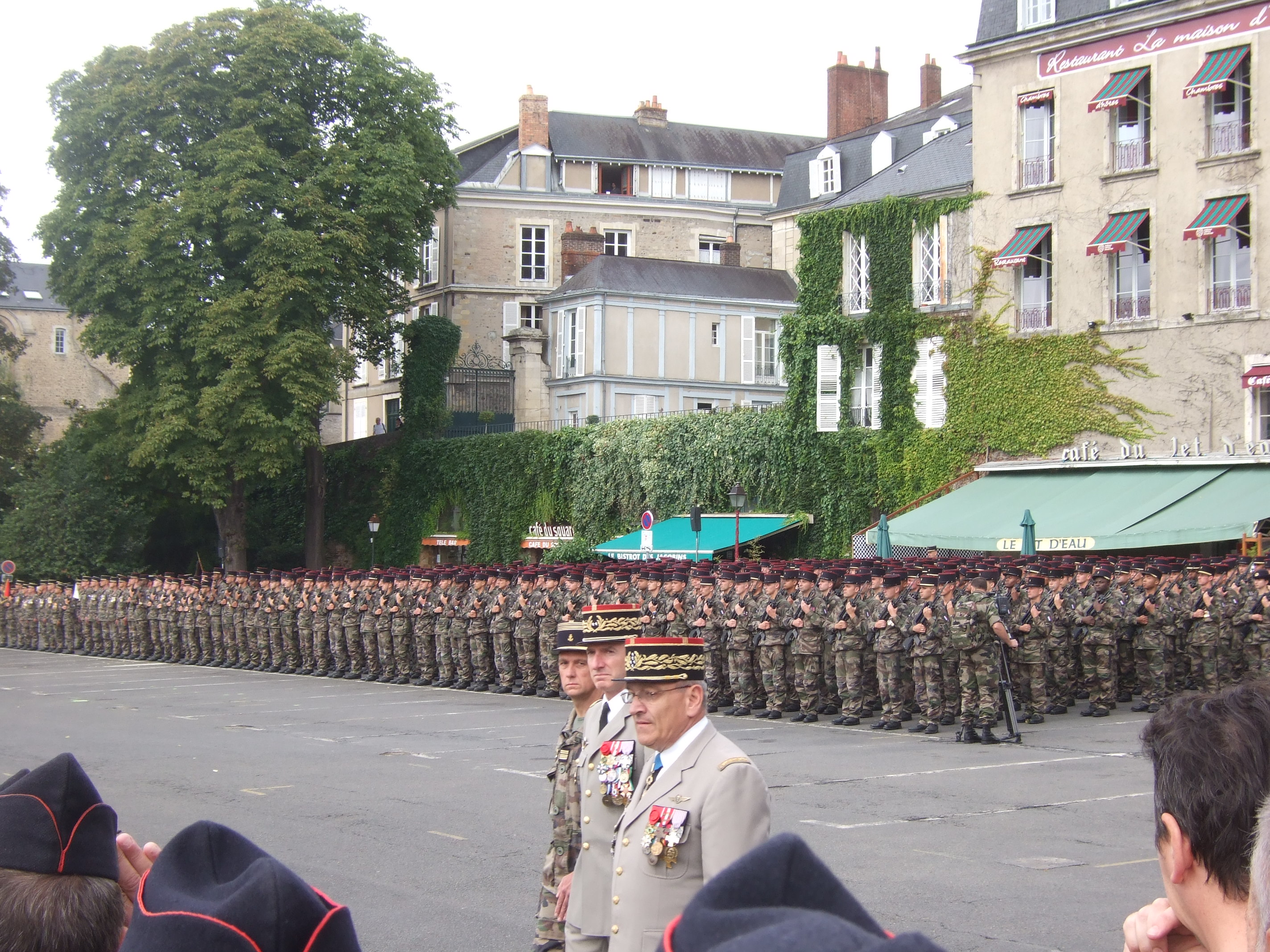
Продолжение расформирования батальона.
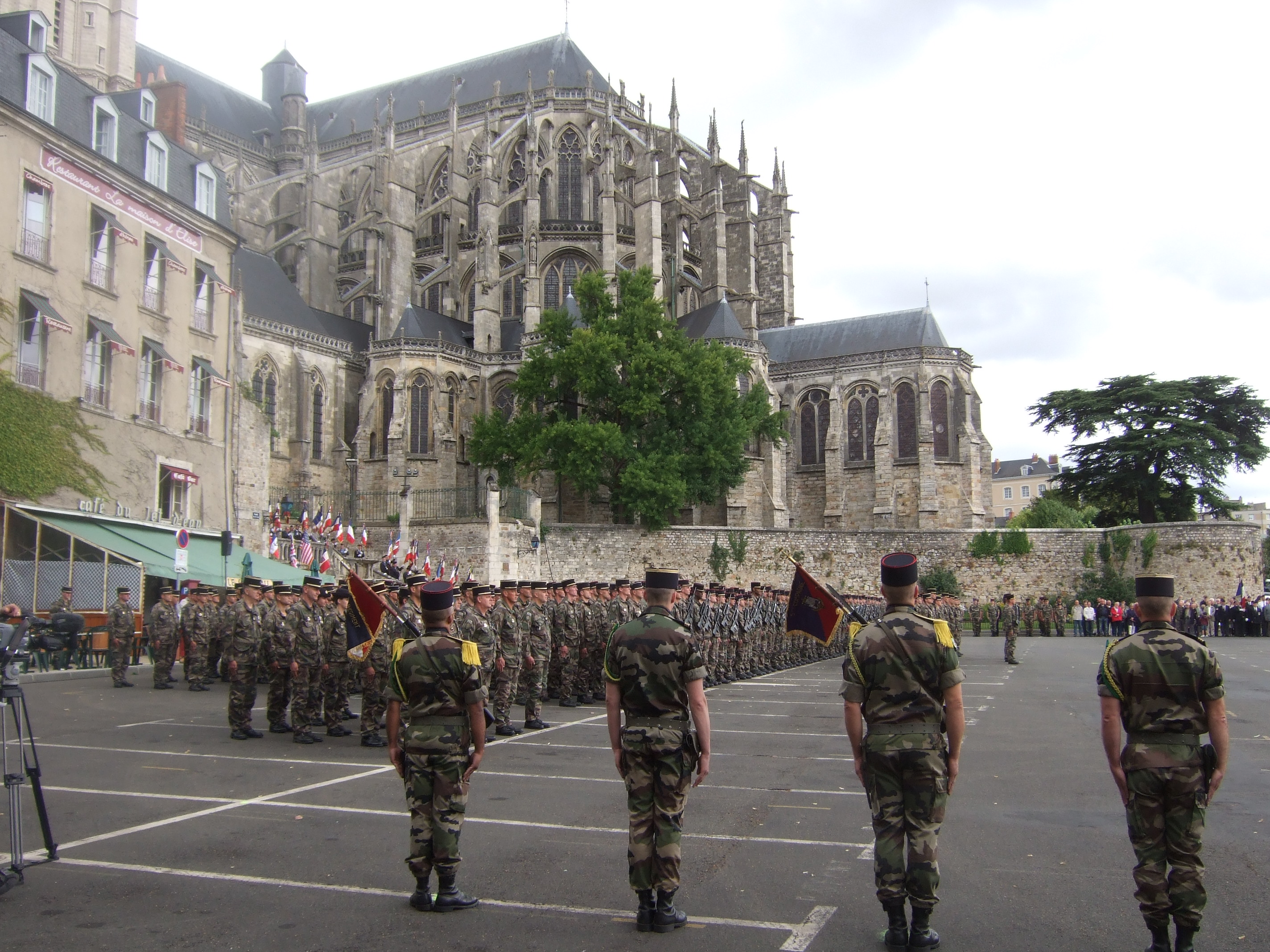
Продолжение расформирования батальона.
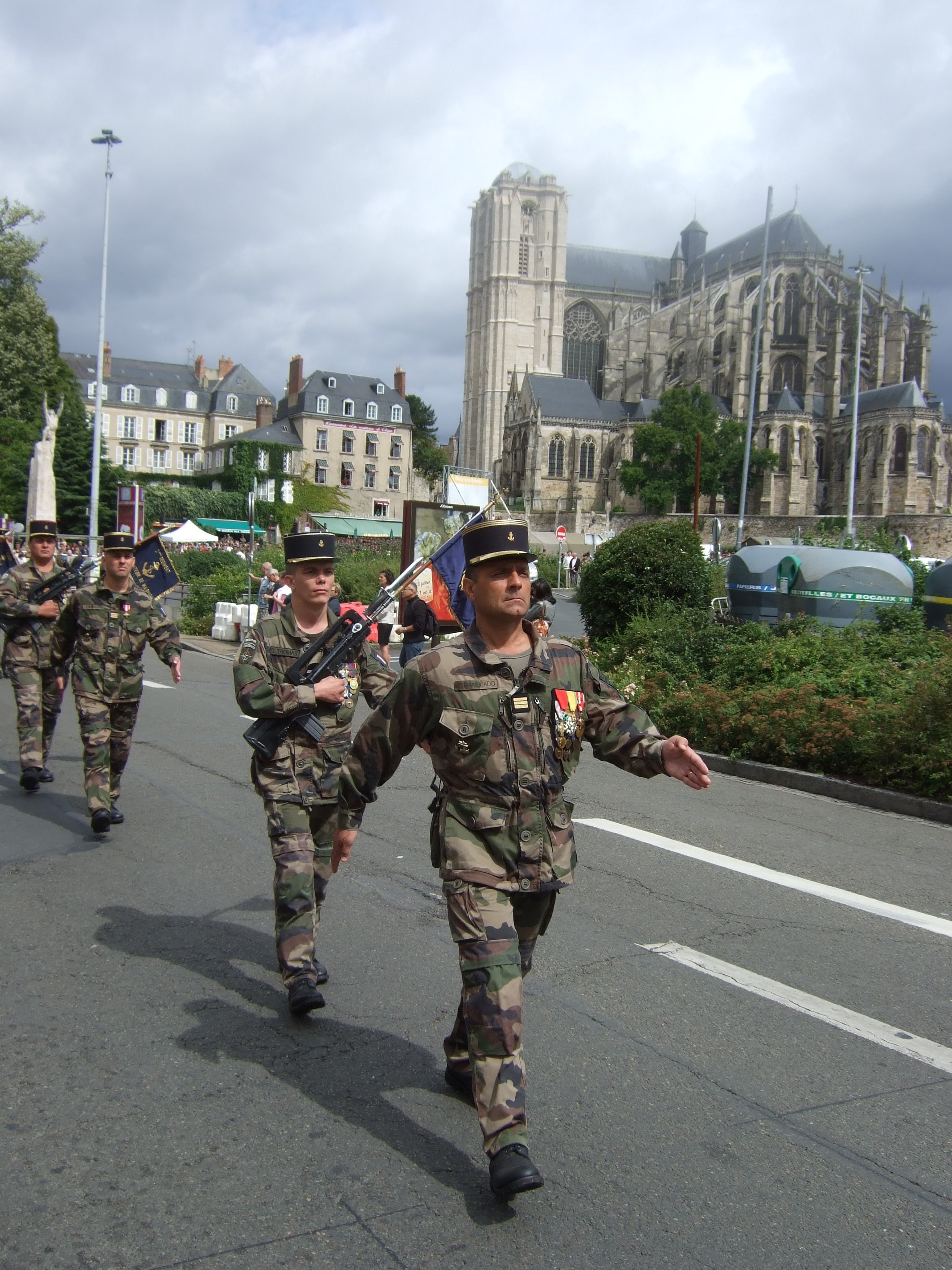
Продолжение расформирования батальона.
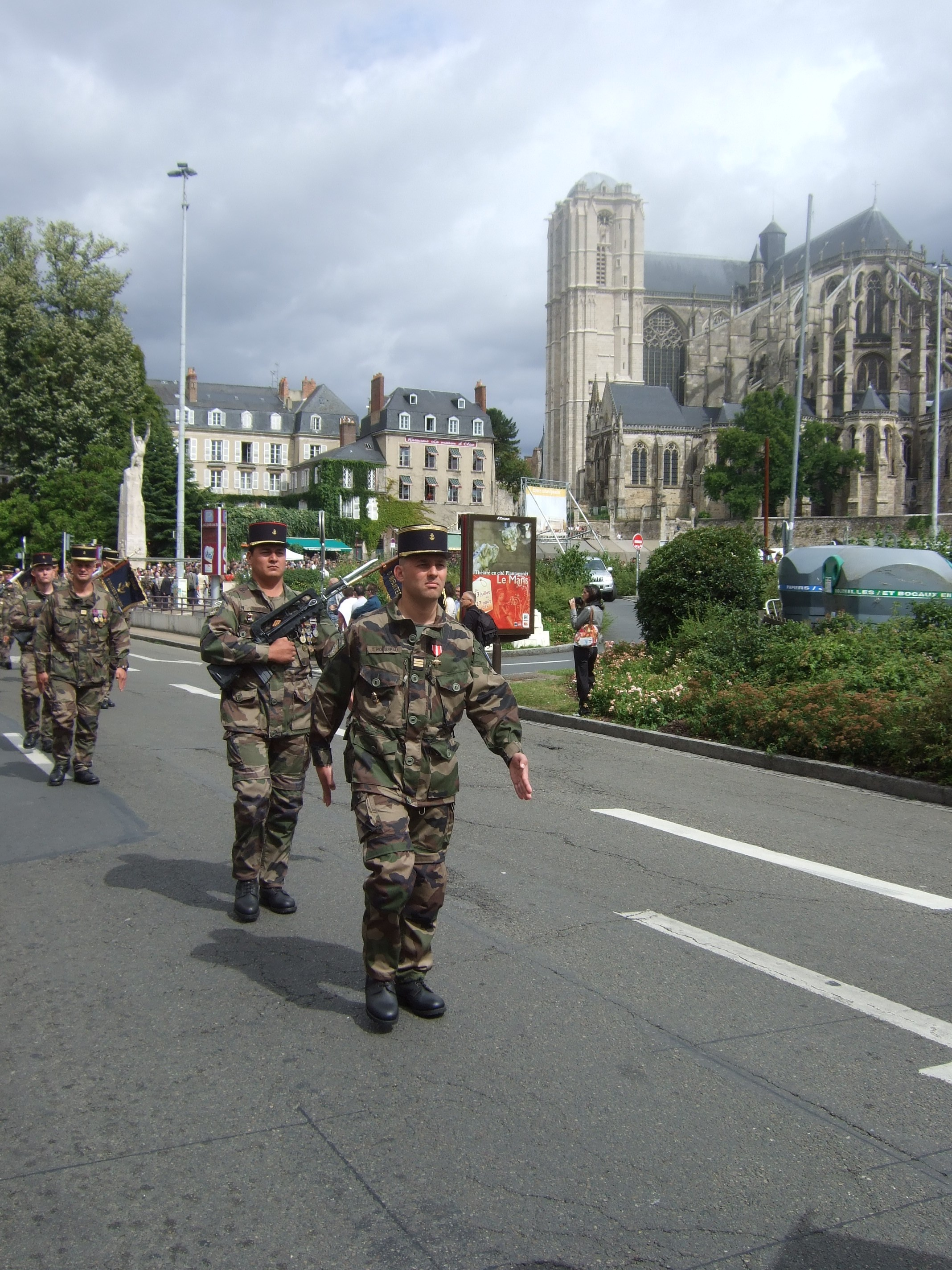
Продолжение расформирования батальона.
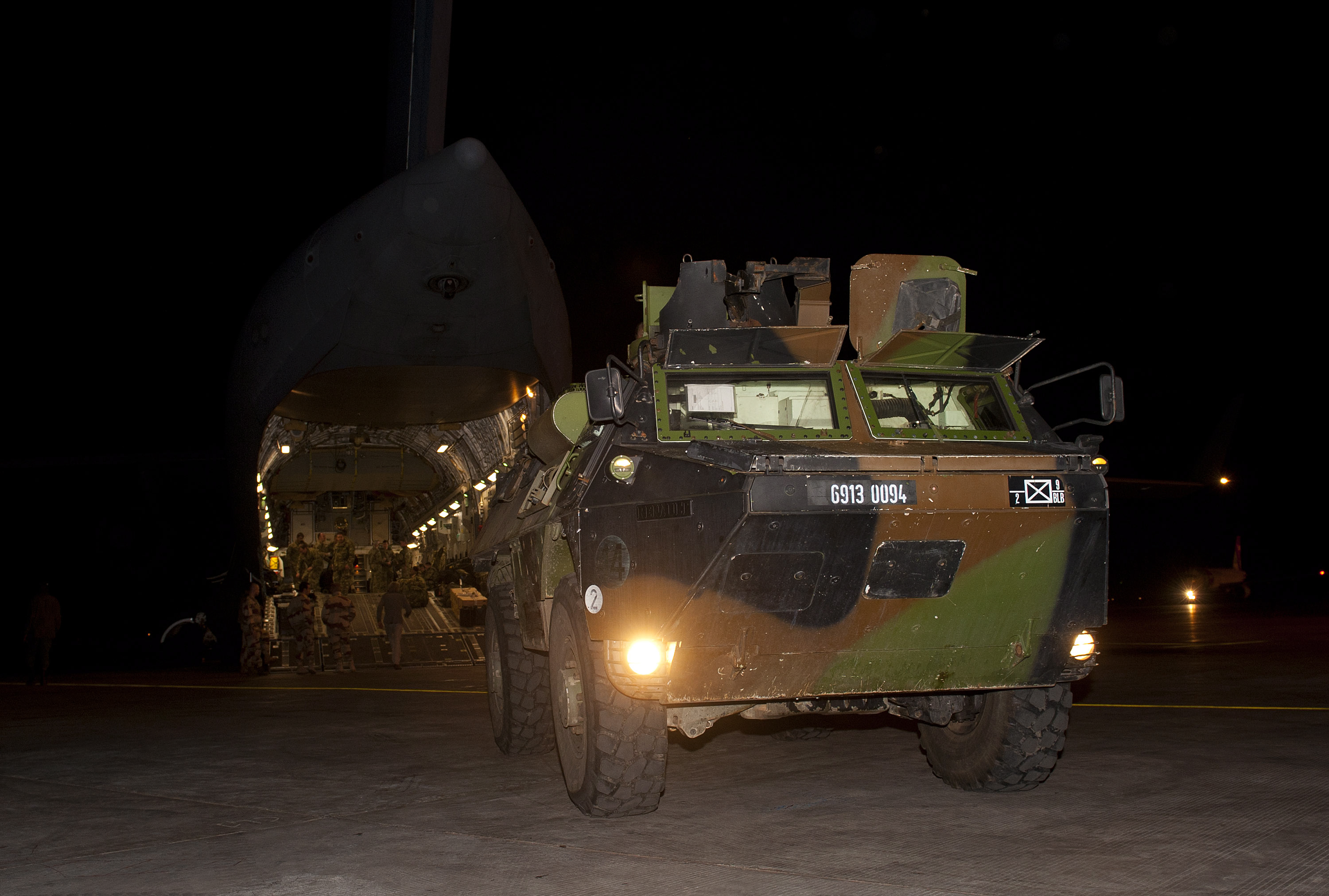
VAB 2-го пехотного полка марин поднимается на борт самолета C-17 Королевских ВВС, направляющегося в Мали, в январе 2013 года.

В 2013 году в Мали 2-й полк участвовал в операции «Сервал». Подразделение 2-го полка входили в состав 1-й межармейской боевой группы, она взаимодействует с подразделениями 21-го пехотного полка марин (21er RIMa), 1-го гусарского парашютно-десантного полка (1er RHP), 3-го артиллерийского полка марин (3e RAMa), 6-го инженерного полка (6e RG), 3-го парашютно-десантного полка марин (3e RPIMa), 1-го иностранного кавалерийского полка (1er REC) и 20-й парашютно-десантный батальон специального назначения (Commando parachutiste de l’air no 20 (CPA 20)). Они захватили Тимбукту после бронетанкового рейда с юга вместе с малийской армией 28 января 2013 года.
Командир и личный состав 21-го полка были переброшены из Чада вместе с пехотной ротой (CEA) и сформировали 1-ю межармейскую тактическую группу. Около 150 марсуинов 2-го полка участвуют в боевых действиях на севере Мали.

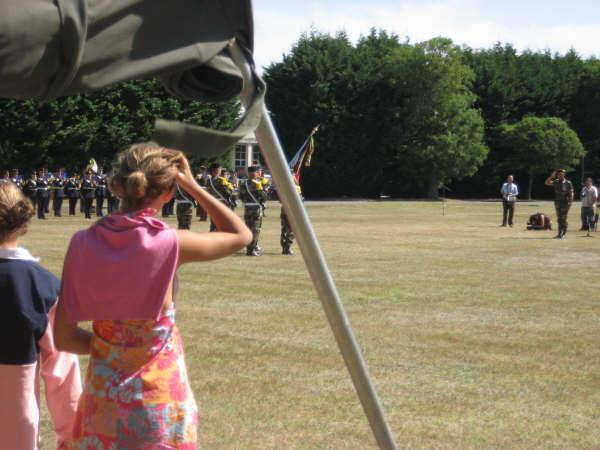
Знаменосцы на церемонии смены командования 2-го полка в июле 2008 года.
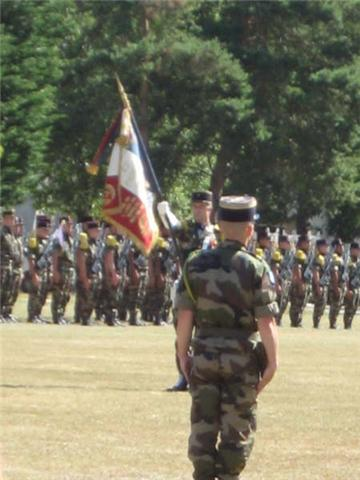
Полковник Кристоф Лануа перед флагом 2-го полка.
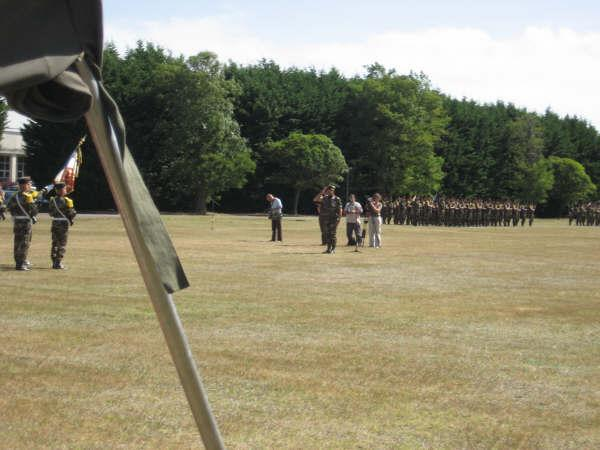
Полковник Режис Колкомбет из 2-го полка.
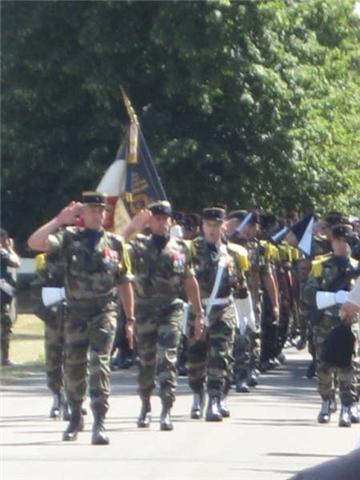
Парад рот 2-го полка по случаю смены командования.
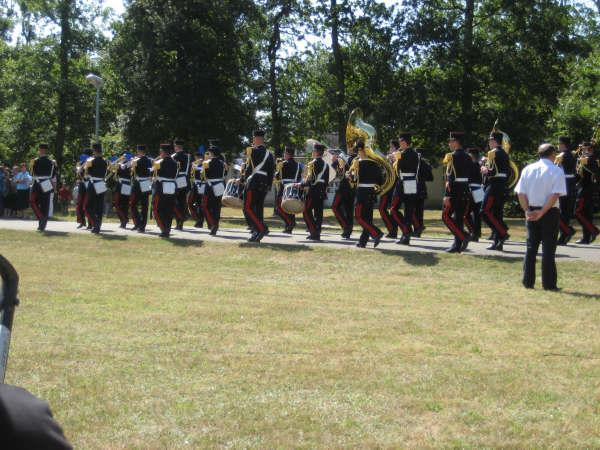
Оркестр войск марин.
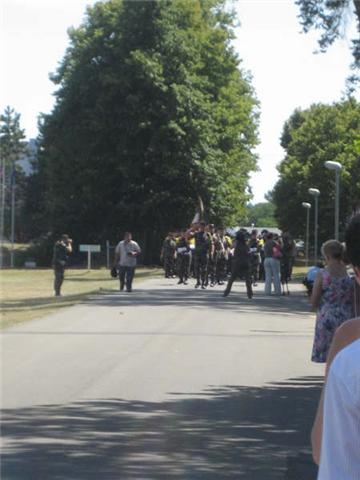
Парад рот 2-го полка перед новыми и старыми командирами.
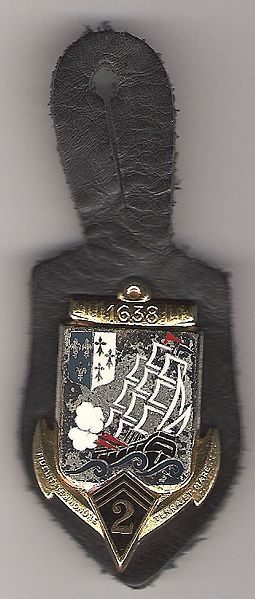
Знаки различия 2-го пехотного полка марин.
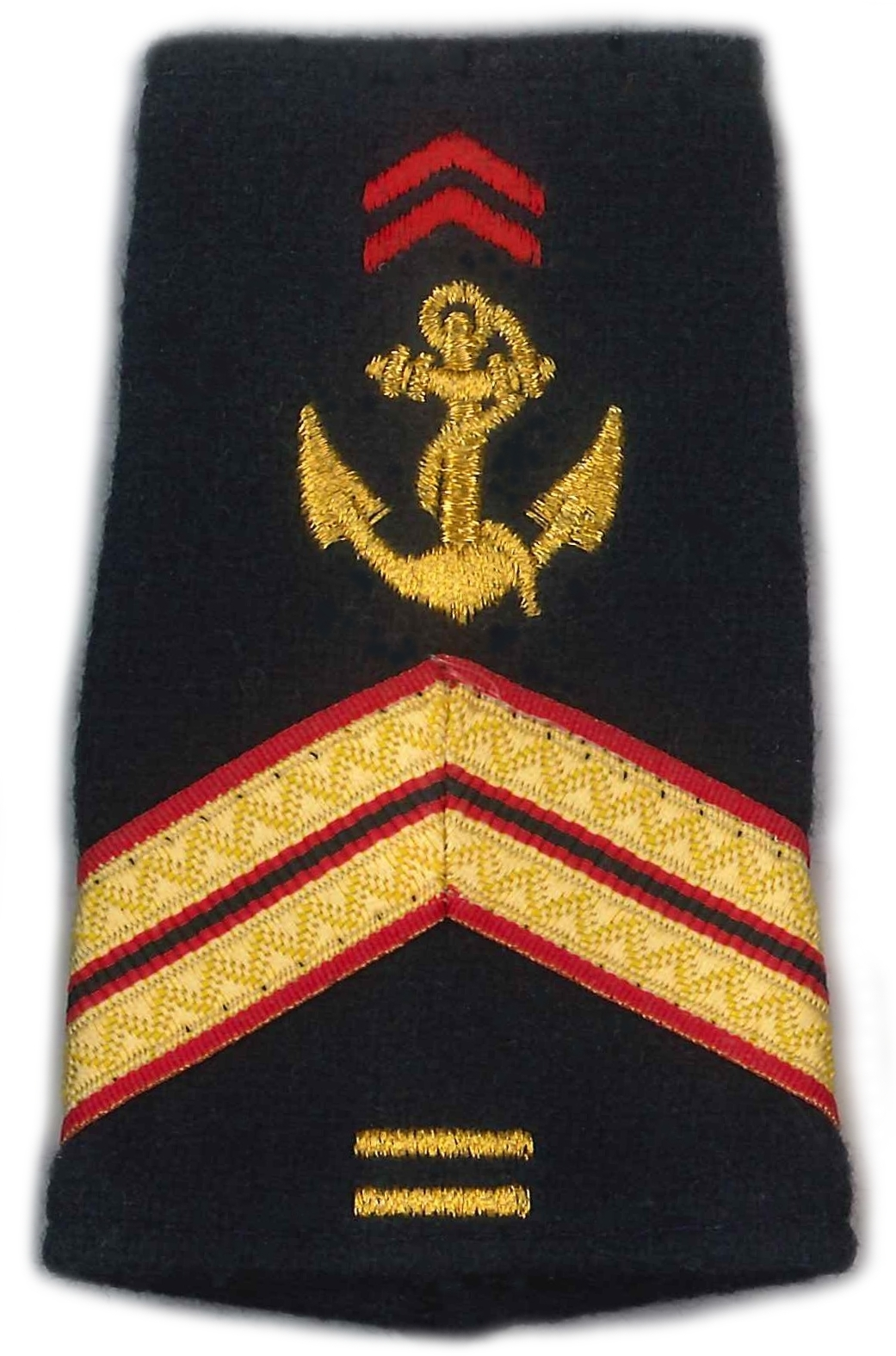
Погоны сержанта войск марин.

## Девиз
лат. Fidelitate et honore, terra et mare.
«Верность и честь на суше и на море».

## Эмблема
Экю (щит, расширенный снизу и несущий герб) с кораблем и малым сине-белым щитом с флёр-де-лис (стилизованная лилия), на якоре с надписью вверху «1638», внизу девиз «Fidelitate et honore, terra et mare», с парчой и остроконечным ромбом с цифрой «2».
«Серебряный фрегат, идущий широким бортом, в главной части щита на палевом лазурном и белом с 6 флёр-де-лисами на щите, те, что на белой стороне, плохо упорядочены. На щите установлен морской якорь с датой „1638“ на трабе и военный щит с цифрой „2“, увенчанный тремя сутажами, в верхней части ромба.»
Знак отличия 2-го колониального пехотного полка (2 RIC), созданного вскоре после окончания Второй мировой войны, заимствует символ мифического животного 2-й бригады свободных французов (2 BFL) — белута (Bélut), выдуманного британским офицером во время ВМВ, с телом верблюда и головой дракона, несущее на спине солнечный компас. Он белого цвета и расположен на золотом военно-морском якоре с красным Лотарингским крестом. Однако белут 2-го RIC не идентичен оригинальному, поскольку компас, присутствующий на спине животного 2-й BFL, отсутствует.

## Сражения на знамени
На его сгибах золотыми буквами вышиты следующие надписи проведённых сражений и военных операций:
- Bomarsund 1854
- Puebla 1863
- Bazeilles 1870
- Tuyen-Quan 1885
- La Marne 1914
- Champagne 1915
- La Somme 1916
- L’Aisne-Verdun 1917
- Kub Kub 1941
- El Alamein 1942
- Takrouna 1943
- Ponté Corvo 1944
- Toulon 1944
- Colmar 1945
- Indochine 1947—1954
- AFN 1952-1962[10]

## Декоративные элементы

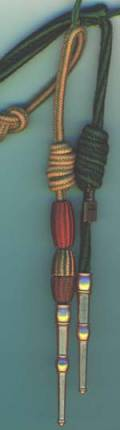
Аксельбанты в цветах Воинской медали с оливками 1914—1918 и 1939—1945 годов и в цветах Ордена Освобождения

Личному составу полка разрешено носить:
- Аксельбант в цветах ленты Воинской медали, полученной 25 декабря 1919 года, с оливковым 1914—1918 и (оливковым 1939—1945, полученным 18 сентября 1946 года).
- Аксельбант в цветах ленты креста Ордена Освобождения с 18 июня 1996 года.
- Аксельбант в цветах ленты Военного креста заморских операций (Croix de Guerre des Théâtres d’Opérations Extérieures) с 5 августа 2016 года.

Полк сохраняет традиции одной из бригад 1-й свободной французской дивизии (1 DFL).
Его знамя украшают Крест Почётного легиона, крест Освобождения, Военный крест 1914—1918 с 4 ладонями, Военный крест 1939—1945 с 2 ладонями и Военный крест заморских операций с 1 ладонью и бронзовой звездой; полк получил звание Compagnon de la Libération. См. список «компаньонов Освобождения».
Знамя полка получило на своем полотнище 5 декабря 2004 года название «AFN 1952—1962».
10 апреля 2012 года знамя было украшено Крестом воинской доблести с пальмой за операцию «Памир» в Афганистане в 2011—2015 годах.
В пятницу 5 августа 2016 года флаг был также украшен лентой Военного креста заморских операций с двумя пальмами и планкой с гравировкой «BM/2e RIC», а также аксельбантом с цветами ленты Военного креста заморских операций.

## Полк сегодня

### Состав
В состав полка входят:
- 1-я боевая рота («верблюды»), девиз: трезвый, деревенский и дисциплинированный.
- 2-я боевая рота («козлы»), девиз: nihil obstat («ничто его не остановит»).
- 3-я боевая рота («скорпионы»), девиз: in cauda venenum («в хвосте яд»).
- 4-я боевая рота («кедры»), девиз: в зелени и против всех.
- 5-я боевая рота («слоны») создана 8 апреля 2016 года в рамках армейского формата «In Touch»[13]. Девиз: Терпение. Расформирована 4 июля 2022 года.
- 6-я резервная рота («быки»), девиз: famulus et fortis («Служить и быть сильным»).
- 12-я резервная рота («леопарды»), девиз: per angusta ad augusta («через трудности к величию»).
- Рота разведки и поддержки («драгуны»), девиз: primi ad ignem («первыми открыть огонь»).
- Рота командования и материально-технического обеспечения («атлас»), девиз: один за всех.

### Резерв
2e RIMa имеет большой резервный компонент, состоящий из двух интервенционных подразделений и индивидуального резерва. По состоянию на 1 января 2008 года их численность составляла 230 человек.

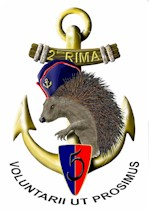
5-я рота (01/09/98) — девиз: «Volontarii ut prosimus».
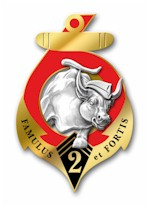
6-я рота (01/09/04) — девиз: «Famulus et fortis».
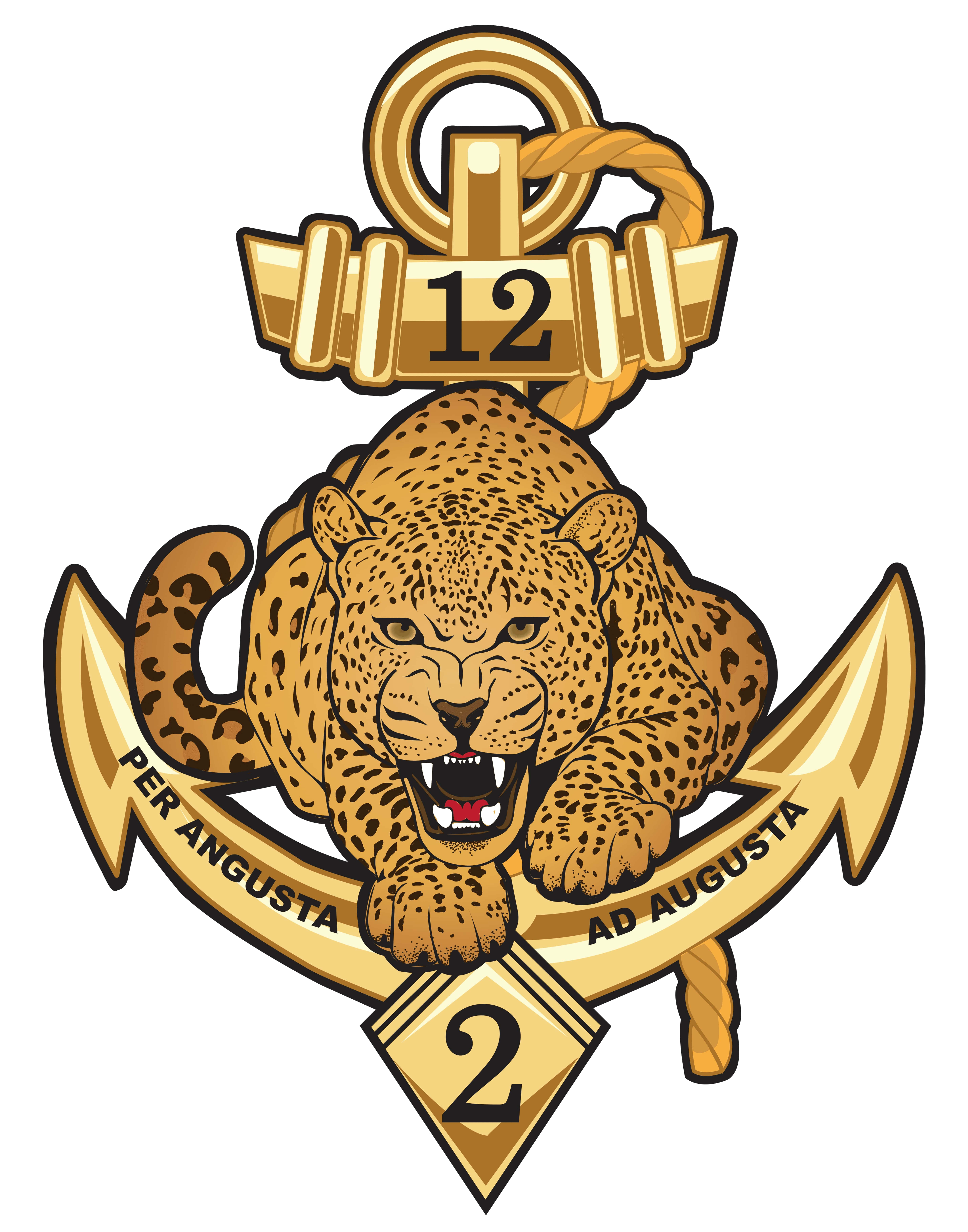
12-я рота (10/11/2017) — девиз: «Per Angusta Ad Angusta».

2012: 6-я резервная рота расформирована, её личный состав вошёл в состав 5-й резервной роты.
2016: после введения в строй 5-й роты, воссоздана 6-я резервная рота (09/04/16).
2017: 10 ноября 2017 года была воссоздана вторая резервная рота, 12-я рота. Особенностью «леопардов» 12-й роты является то, что они дислоцируются в Аленсоне, в департаменте Орн.

## Места памяти
Ремианкур (департамент Сомма): мемориальная доска с таким посвящением:
«Солдатам 4-й D.I.C. марсуинам, бигорам и сенегальским тиральерам, погибшим за Францию, и 2-му R.I.C. защитнику Ремианкура 7 июня 1940 года».